# Liste von Terroranschlägen im Jahr 1980
Die Liste von Terroranschlägen im Jahr 1980 enthält eine unvollständige Auswahl von Terroranschlägen, die im Jahr 1980 passierten. Attentate werden gesondert in der Liste bekannter Attentate behandelt. Die Liste von Sprengstoffanschlägen listet auch nichtterroristische Anschläge. Die Liste von Flugzeugentführungen enthält eine Liste mit meist terroristischem Hintergrund. Im Artikel Rechtsterrorismus werden weitere terroristische Anschläge aufgezählt.

## Erläuterung
In der Spalte Politische Ausrichtung ist die politische bzw. weltanschauliche Einordnung der Täter angegeben: faschistisch, rassistisch, nationalistisch, nationalsozialistisch, sozialistisch, kommunistisch, antiimperialistisch, islamistisch (schiitisch, sunnitisch, deobandisch, salafistisch, wahhabitisch), hinduistisch. Bei vorrangig auf staatliche Unabhängigkeit oder Autonomie zielender Ausrichtung ist autonomistisch vorangestellt, gefolgt von der Region oder der Volksgruppe und ggf. weiteren Merkmalen der Täter: armenisch, irisch (katholisch), kurdisch, tirolisch, tschetschenisch, dagestanisch, punjabisch (sikhistisch), palästinensisch.
Die Opferzahlen der Anschläge werden farbig dargestellt:

Die Zahl bei den Anschlägen getöteter/verletzter Täter ist in Klammern ( ) gesetzt.

## Januar
| Datum/Beginn    | Betroffenes Land       | Anschlag                    | Täter                     | Politische Ausrichtung            | Mittel                                           | Ziel                   | Tote | Verletzte | Hintergrund                   |
| --------------- | ---------------------- | --------------------------- | ------------------------- | --------------------------------- | ------------------------------------------------ | ---------------------- | ---- | --------- | ----------------------------- |
| 17. Januar 1980 | Vereinigtes Königreich | Anschlag in Belfast         | PIRA                      | autonomistisch, irisch-katholisch | Brandstiftung                                    | Pendlerzug             | 3    | 2         | Nordirlandkonflikt            |
| 19. Januar 1980 | Philippinen            | Anschlag in Cotabato City   | MNLF                      | autonomistisch, föderalistisch    | Granaten                                         | Wahlkampfveranstaltung | 1    | 20        | Moro-Konflikt                 |
| 27. Januar 1980 | El Salvador            | Anschlag in Santa Ana       | FMLN                      | marxistisch-leninistisch          | Automatische Schusswaffen, Gewehr(e), Pistole(n) | Dorf                   | 20   | 1         | Salvadorianischer Bürgerkrieg |
| 27. Januar 1980 | Tunesien               | Anschlag in Gafsa           | Tunisian Armed Resistance | autonomistisch, nationalistisch   | Automatische Schusswaffen, Gewehr(e), Granaten   | Polizeikaserne         | 41   | 100       |                               |
| 31. Januar 1980 | Guatemala              | Anschlag in Guatemala-Stadt |                           |                                   | Geiselnahme, Brandstiftung                       | Spanische Botschaft    | 37   |           | Guatemaltekischer Bürgerkrieg |

## Februar
| Datum/Beginn     | Betroffenes Land | Anschlag                  | Täter        | Politische Ausrichtung                                  | Mittel                             | Ziel    | Tote | Verletzte | Hintergrund |
| ---------------- | ---------------- | ------------------------- | ------------ | ------------------------------------------------------- | ---------------------------------- | ------- | ---- | --------- | ----------- |
| 04. Februar 1980 | Rhodesien        | Anschlag in Rusape        |              |                                                         | Automatische Schusswaffe(n)        | Bus     | 16   | 78        |             |
| 08. Februar 1980 | Thailand         | Anschlag in Hat Yai       |              |                                                         | Sprengstoff                        | Bahnhof | 3    | 25        |             |
| 18. Februar 1980 | Syrien           | Anschlag in Aleppo        | Muslimbrüder | sunnitisch-islamistisch, konservativ, antikommunistisch | Automatische Schusswaffen, Raketen | Bus     | 34   | 0         |             |
| 21. Februar 1980 | Iran             | Anschlag in Chorramschahr |              |                                                         | Sprengstoff                        |         | 5    | 39        |             |

## März
| Datum/Beginn  | Betroffenes Land | Anschlag                 | Täter | Politische Ausrichtung            | Mittel                      | Ziel                        | Tote | Verletzte | Hintergrund                   |
| ------------- | ---------------- | ------------------------ | ----- | --------------------------------- | --------------------------- | --------------------------- | ---- | --------- | ----------------------------- |
| 02. März 1980 | Deutschland      | Anschlag in Münster      | IRA   | autonomistisch, irisch-katholisch | Automatische Schusswaffe    | Britische Militärpatrouille |      | 1         | Nordirlandkonflikt            |
| 09. März 1980 | Philippinen      | Anschlag in Ozamis       | MNLF  | autonomistisch, föderalistisch    | Sprengstoff                 | Kinos                       | 38   | 120       | Moro-Konflikt                 |
| 10. März 1980 | Deutschland      | Anschlag in Osnabrück    | IRA   | autonomistisch, irisch-katholisch | Pistole                     | Britischer Soldat           | 0    | 1         | Nordirlandkonflikt            |
| 17. März 1980 | El Salvador      | Anschlag in Cuscatlán    |       |                                   | Automatische Schusswaffe(n) | Militärpatrouille, Hazienda | 28   | 0         | Salvadorianischer Bürgerkrieg |
| 24. März 1980 | El Salvador      | Anschlag in La Libertad  |       |                                   | Automatische Schusswaffe(n) | Militärpatrouille           | 25   | 0         | Salvadorianischer Bürgerkrieg |
| 24. März 1980 | El Salvador      | Anschlag in Chalatenango |       |                                   | Automatische Schusswaffe(n) | Polizeieinheit              | 0    | 22        | Salvadorianischer Bürgerkrieg |

## April
| Datum/Beginn   | Betroffenes Land       | Anschlag             | Täter | Politische Ausrichtung                            | Mittel      | Ziel                     | Tote | Verletzte | Hintergrund               |
| -------------- | ---------------------- | -------------------- | ----- | ------------------------------------------------- | ----------- | ------------------------ | ---- | --------- | ------------------------- |
| 10. April 1980 | Iran                   | Anschlag in Abadan   |       |                                                   | Sprengstoff | Wasserversorgungsanlagen | 1    | 20        |                           |
| 11. April 1980 | Thailand               | Anschlag in Bangkok  |       |                                                   | Sprengstoff | Freilichtkino            | 19   | 25        |                           |
| 13. April 1980 | Philippinen            | Anschlag in Pagadian | MNLF  | autonomistisch, föderalistisch                    | Sprengstoff | Zivilisten               | 11   | 100       | Moro-Konflikt             |
| 16. April 1980 | Iran                   | Anschlag in Abadan   |       |                                                   | Sprengstoff |                          | 6    | 38        |                           |
| 18. April 1980 | Libanon                | Anschlag in Bekaa    |       |                                                   | Autobombe   |                          | 7    | 40        | Libanesischer Bürgerkrieg |
| 19. April 1980 | Vereinigtes Königreich | Anschlag in Newry    | IRA   | autonomistisch, irisch-republikanisch, katholisch | Mörser      | Sicherheitskräfte        | 0    | 20        | Nordirlandkonflikt        |

## Mai
| Datum/Beginn | Betroffenes Land | Anschlag                               | Täter | Politische Ausrichtung   | Mittel                      | Ziel             | Tote | Verletzte | Hintergrund                   |
| ------------ | ---------------- | -------------------------------------- | ----- | ------------------------ | --------------------------- | ---------------- | ---- | --------- | ----------------------------- |
| 17. Mai 1980 | El Salvador      | Anschläge in Usulután und Chalatenango |       |                          | Automatische Schusswaffen   | Militäreinheiten | 150  | 0         | Salvadorianischer Bürgerkrieg |
| 30. Mai 1980 | El Salvador      | Anschlag in San Vicente                |       |                          | Automatische Schusswaffe(n) | Dorf             | 20   | 0         | Salvadorianischer Bürgerkrieg |
| 30. Mai 1980 | El Salvador      | Anschlag in Usulután                   | FMLN  | marxistisch-leninistisch | Automatische Schusswaffe(n) | Dorf             | 26   | 0         | Salvadorianischer Bürgerkrieg |

## Juni
| Datum/Beginn  | Betroffenes Land | Anschlag                 | Täter                        | Politische Ausrichtung       | Mittel                      | Ziel                                  | Tote | Verletzte | Hintergrund                   |
| ------------- | ---------------- | ------------------------ | ---------------------------- | ---------------------------- | --------------------------- | ------------------------------------- | ---- | --------- | ----------------------------- |
| 02. Juni 1980 | El Salvador      | Anschlag in Morazán      | FMLN                         | marxistisch-leninistisch     | Automatische Schusswaffe(n) | Nationalgardeneinheit                 | 40   | 100       | Salvadorianischer Bürgerkrieg |
| 09. Juni 1980 | El Salvador      | Anschlag in La Unión     |                              |                              | Automatische Schusswaffe(n) | Polizeieinheit                        | 21   | 0         | Salvadorianischer Bürgerkrieg |
| 17. Juni 1980 | Deutschland      | Anschlag in Hamburg      | Anti-Abtreibungs-Extremisten |                              | Brandstiftung               | Familienplanungszentrum „pro familia“ |      | 1         |                               |
| 19. Juni 1980 | Grenada          | Anschlag in St. George’s |                              |                              | Sprengstoff                 | Regierungsversammlung                 | 3    | 20        |                               |
| 24. Juni 1980 | Iran             | Anschlag in Ahvaz        |                              |                              | Sprengstoff                 |                                       | 11   | 56        |                               |
| 26. Juni 1980 | El Salvador      | Anschlag in San Salvador |                              |                              | Automatische Schusswaffe(n) | Militäreinheit                        | 25   | 12        | Salvadorianischer Bürgerkrieg |
| 26. Juni 1980 | Bolivien         | Anschlag in La Paz       |                              |                              | Sprengstoff                 | Parteitreffen                         | 2    | 47        |                               |
| 30. Juni 1980 | Thailand         | Anschlag in Bangkok      | PULO                         | autonomistisch, islamistisch | Sprengsätze                 | Zug, Bushaltestelle, Kino, Geschäft   | 0    | 32        |                               |

## Juli
| Datum/Beginn  | Betroffenes Land | Anschlag                    | Täter                  | Politische Ausrichtung                                             | Mittel                      | Ziel                                  | Tote | Verletzte | Hintergrund                           |
| ------------- | ---------------- | --------------------------- | ---------------------- | ------------------------------------------------------------------ | --------------------------- | ------------------------------------- | ---- | --------- | ------------------------------------- |
| 22. Juli 1980 | Spanien          | Anschlag in Logroño         | ETA                    | autonomistisch, baskisch-nationalistisch, marxistisch-leninistisch | Sprengstoff                 | Polizeikonvoi                         | 1    | 34        | Baskischer Konflikt                   |
| 23. Juli 1980 | Iran             | Anschlag in Teheran         | Forqan Group           | islamistisch, antiimperialistisch, antikapitalistisch              | Sprengstoff                 | Tiefgarage in Einkaufspassage         | 6    | 100       |                                       |
| 27. Juli 1980 | Belgien          | Anschlag in Antwerpen       | Abu-Nidal-Organisation | autonomistisch-palästinensisch                                     | Granate                     | Jüdische Zivilisten vor Kulturzentrum | 1    | 20        | Israelisch-Palästinensischer Konflikt |
| 28. Juli 1980 | Guatemala        | Anschlag in San Juan Cotzal | EGP                    | kommunistisch, marxistisch-leninistisch                            | Automatische Schusswaffe(n) | Militäreinheit                        | 32   | 6         | Guatemaltekischer Bürgerkrieg         |
| 30. Juli 1980 | Österreich       | Anschlag in Wien            | Irakische Extremisten  |                                                                    | Sprengstoff                 | Iranische Botschaft                   | 0    | 8         |                                       |
| 30. Juli 1980 | Iran             | Anschlag in Ahvaz           |                        |                                                                    | Sprengstoff                 | Hotel                                 | 7    | 30        |                                       |

## August
| Datum/Beginn    | Betroffenes Land | Anschlag                 | Täter                                    | Politische Ausrichtung               | Mittel                      | Ziel              | Tote | Verletzte | Hintergrund                   |
| --------------- | ---------------- | ------------------------ | ---------------------------------------- | ------------------------------------ | --------------------------- | ----------------- | ---- | --------- | ----------------------------- |
| 02. August 1980 | Italien          | Anschlag von Bologna     | Nuclei Armati Rivoluzionari              | neofaschistisch, rechtsextremistisch | Kofferbombe                 | Bahnhof           | 85   | 200+      |                               |
| 04. August 1980 | Iran             | Anschlag in Hamadan      | Organization for Purging the Majlis      | religiös                             | Sprengstoff                 | Moschee           | 0    | 21        |                               |
| 07. August 1980 | El Salvador      | Anschlag in Chalatenango | FMLN                                     | marxistisch-leninistisch             | Automatische Schusswaffe(n) | Militäreinheit    | 47   | 0         | Salvadorianischer Bürgerkrieg |
| 08. August 1980 | El Salvador      | Anschlag in Chalatenango |                                          |                                      | Automatische Schusswaffe(n) | Militäreinheit    | 23   | 0         | Salvadorianischer Bürgerkrieg |
| 15. August 1980 | El Salvador      | Anschlag in Suchitoto    |                                          |                                      | Automatische Schusswaffe(n) | Militärstützpunkt | 300  | 0         | Salvadorianischer Bürgerkrieg |
| 16. August 1980 | El Salvador      | Anschlag in Aguilares    |                                          |                                      | Automatische Schusswaffe(n) | Plantage          | 35   | 0         | Salvadorianischer Bürgerkrieg |
| 24. August 1980 | Libanon          | Anschlag in Keserwan     | Free Revolutionaries Movement-The Giants |                                      | Autobombe                   | Bergresort        | 5    | 30        | Libanesischer Bürgerkrieg     |
| 27. August 1980 | El Salvador      | Anschlag in San Salvador | FMLN                                     | marxistisch-leninistisch             | Automatische Schusswaffe(n) | Kraftwerk         | 25   | 0         | Salvadorianischer Bürgerkrieg |

## September
| Datum/Beginn       | Betroffenes Land | Anschlag                    | Täter                                     | Politische Ausrichtung   | Mittel                        | Ziel           | Tote    | Verletzte | Hintergrund                   |
| ------------------ | ---------------- | --------------------------- | ----------------------------------------- | ------------------------ | ----------------------------- | -------------- | ------- | --------- | ----------------------------- |
| 05. September 1980 | Guatemala        | Anschlag in Guatemala-Stadt | Guerillas                                 | linksextremistisch       | Sprengstoff                   | Regierungsbüro | 8       | 80        | Guatemaltekischer Bürgerkrieg |
| 09. September 1980 | El Salvador      | Anschlag in Cuscatlán       |                                           |                          | Automatische Schusswaffe(n)   | Dorf           | 60      | 0         | Salvadorianischer Bürgerkrieg |
| 11. September 1980 | El Salvador      | Anschlag in San Salvador    | FMLN                                      | marxistisch-leninistisch | Automatische Schusswaffe(n)   | Dorf           | 20      | 0         | Salvadorianischer Bürgerkrieg |
| 18. September 1980 | El Salvador      | Anschlag in San Miguel      |                                           |                          | Automatische Schusswaffe(n)   | Militäreinheit | 24      | 6         | Salvadorianischer Bürgerkrieg |
| 26. September 1980 | Deutschland      | Oktoberfestattentat         | Gundolf Köhler (Wehrsportgruppe Hoffmann) | nationalsozialistisch    | Sprengstoff                   | Veranstaltung  | 12 (+1) | 221       |                               |
| 27. September 1980 | Simbabwe         | Anschlag in Harare          |                                           |                          | Granate, Automatische Gewehre | Hotel          | 2       | 25        |                               |

## Oktober
| Datum/Beginn     | Betroffenes Land       | Anschlag                | Täter                         | Politische Ausrichtung                            | Mittel                      | Ziel                      | Tote | Verletzte | Hintergrund                           |
| ---------------- | ---------------------- | ----------------------- | ----------------------------- | ------------------------------------------------- | --------------------------- | ------------------------- | ---- | --------- | ------------------------------------- |
| 03. Oktober 1980 | Frankreich             | Anschlag in Paris       | PFLP                          | autonomistisch-palästinensisch                    | Motorradbombe               | Synagoge der Rue Copernic | 4    | 46        | Israelisch-Palästinensischer Konflikt |
| 04. Oktober 1980 | Philippinen            | Anschlagsserie          | April 6th Liberation Movement |                                                   | Sprengstoff                 | Hotels                    | 0    | 50        |                                       |
| 14. Oktober 1980 | El Salvador            | Anschlag in San Vicente |                               |                                                   | Automatische Schusswaffe(n) | Militäreinheit            | 54   | 0         | Salvadorianischer Bürgerkrieg         |
| 15. Oktober 1980 | El Salvador            | Anschlag in San Vicente |                               |                                                   | Automatische Schusswaffe(n) | Militäreinheit            | 40   | 0         | Salvadorianischer Bürgerkrieg         |
| 14. Oktober 1980 | El Salvador            | Anschlag in Usulután    | FMLN                          | marxistisch-leninistisch                          |                             |                           | 58   |           | Salvadorianischer Bürgerkrieg         |
| 19. Oktober 1980 | Philippinen            | Anschlag in Manila      | April 6th Liberation Movement |                                                   | Sprengstoff                 | Konferenz                 | 0    | 20        |                                       |
| 23. Oktober 1980 | Vereinigtes Königreich | Anschlag in Enniskillen | IRA                           | autonomistisch, irisch-republikanisch, katholisch | Autobombe                   | Einkaufszentrum           | 0    | 17        | Nordirlandkonflikt                    |

## November
| Datum/Beginn      | Betroffenes Land | Anschlag                 | Täter | Politische Ausrichtung   | Mittel                      | Ziel              | Tote | Verletzte | Hintergrund                   |
| ----------------- | ---------------- | ------------------------ | ----- | ------------------------ | --------------------------- | ----------------- | ---- | --------- | ----------------------------- |
| 06. November 1980 | El Salvador      | Anschlag in San Salvador | FMLN  | marxistisch-leninistisch | Automatische Schusswaffe(n) | Militärstützpunkt | 20   | 0         | Salvadorianischer Bürgerkrieg |
| 09. November 1980 | Libanon          | Anschlag in Beirut       |       |                          | Autobombe                   |                   | 14   | 22        | Libanesischer Bürgerkrieg     |
| 16. November 1980 | Simbabwe         | Anschlag in Harare       |       |                          | Granate                     | Restaurant        | 3    | 22        |                               |
| 25. November 1980 | El Salvador      | Anschlag in San Salvador |       |                          | Automatische Schusswaffe(n) | Militäreinheit    | 22   | 0         | Salvadorianischer Bürgerkrieg |

## Dezember
| Datum/Beginn      | Betroffenes Land | Anschlag                   | Täter | Politische Ausrichtung         | Mittel                    | Ziel                | Tote | Verletzte | Hintergrund                           |
| ----------------- | ---------------- | -------------------------- | ----- | ------------------------------ | ------------------------- | ------------------- | ---- | --------- | ------------------------------------- |
| 03. Dezember 1980 | Philippinen      | Anschlag in Manila         |       |                                | Granate                   | Diskothek           | 6    | 20        |                                       |
| 18. Dezember 1980 | El Salvador      | Anschlag in Berlín         |       |                                | Automatische Schusswaffen | Militäreinheiten    | 87   |           | Salvadorianischer Bürgerkrieg         |
| 27. Dezember 1980 | Philippinen      | Anschlag in General Santos |       |                                | Granate                   | Bestattungsinstitut | 7    | 22        |                                       |
| 31. Dezember 1980 | Kenia            | Anschlag in Nairobi        | DFLP  | autonomistisch-palästinensisch | Sprengstoff               | Hotelgebäude        | 20   | 85        | Israelisch-Palästinensischer Konflikt |